# Anneke Blok

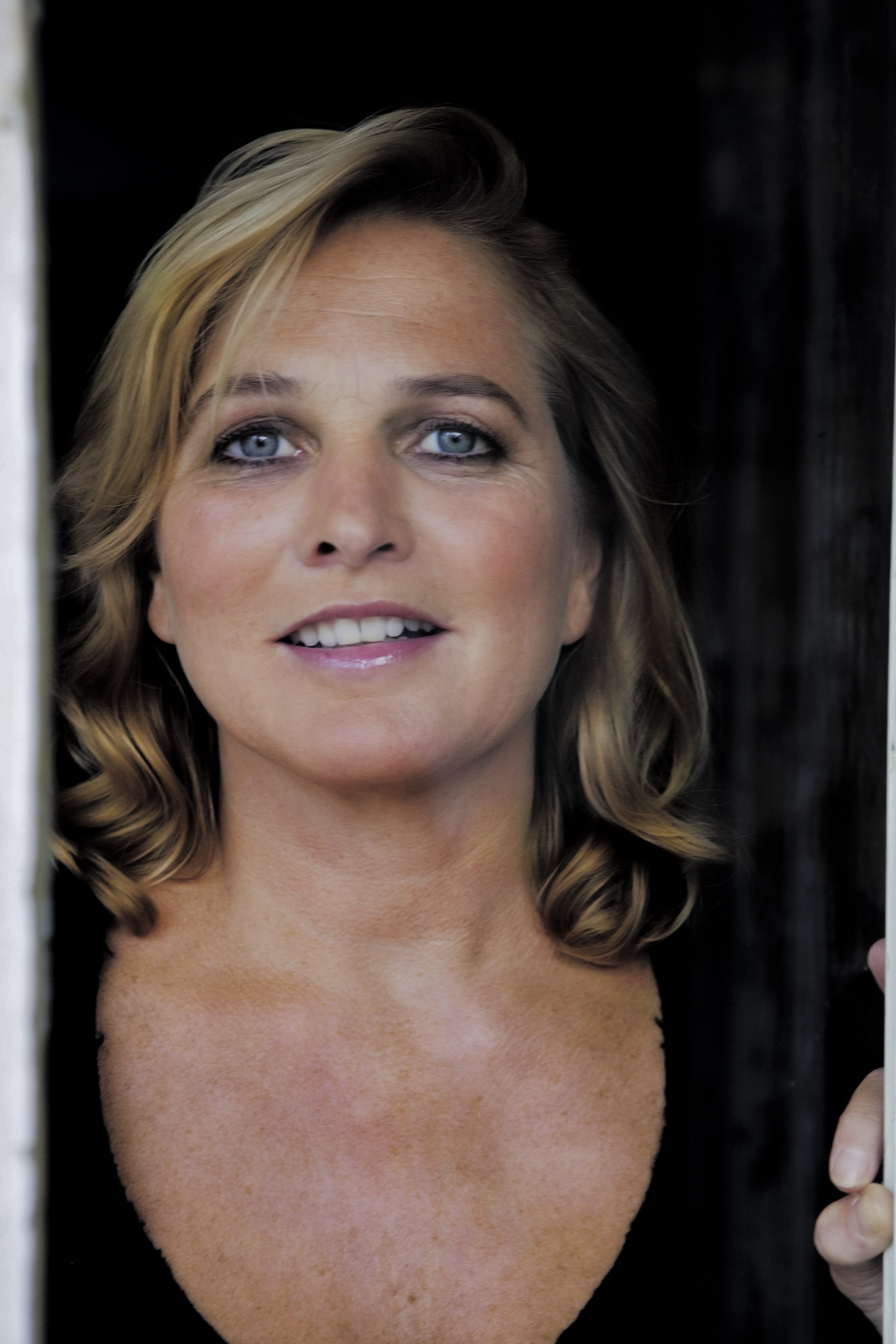
Anneke Blok (2007)

Anneke Blok (* 1960 in Rheden, Gelderland) ist eine niederländische Schauspielerin.

## Leben
Blok studierte an der niederländischen „Arnhem Drama Schule“ und schloss sich 1988  der Theatergruppe De Trust an.
1989 übernahm sie eine Rolle in dem Film Uw mening graag, der in den USA unter dem Titel Your Opinion, Please erschien. Danach übernahm sie eine Gastrolle in der Serie Prettig geregeld und spielte 1990 eine Rolle im Film Wij houden zo van Julio. Im selben Jahr spielte sie im Film Kracht mit, der unter dem Titel „Vigour“ beim Toronto Film Festival gezeigt wurde. Ein Jahr später übernahm sie die Rolle der „Bertie“ in der Mini-Serie Bij nader inzien und 1996 die Rolle der „Rietje Kok“ in der Serie Tijd van leven. 
Danach übernahm sie eine Gastrolle in der Serie Nosmo King und spielte im Film De nieuwe moeder mit. Sie übernahm zwei weitere Gastrollen in den Serien Zebra und Over de liefde.
Bis 2003 übernahm sie mehrere Rollen in verschiedenen TV-Filmen, Kinofilmen und Serien. 2003 erschien in den Niederlanden der Film Verder dan de maan, der zwei Jahre später unter dem Titel Weiter als der Mond in Deutschland gezeigt wurde.
Nach einer weiteren Gastrolle in der Serie Missie Warmoesstraat war sie 2005 in dem Film Het paard van Sinterklaas zu sehen, der in Deutschland unter dem Titel Winky will ein Pferd bei den Internationalen Filmfestspielen Berlin gezeigt wurde. Der Nachfolgefilm Waar is het paard van Sinterklaas? (deutscher Titel: Wo ist Winkys Pferd?) erschien 2007 und wurde unter anderem bei Filmfestivals in den Niederlanden, Dänemark, Deutschland und den USA gezeigt.
2006 spielte sie im 43-minütigen Film Tussen 2 huizen von Clara van Gool mit, der beim Tribeca Film Festival und dem International Film Festival Rotterdam gezeigt wurde. 
Nach drei weiteren Rollen im Jahre 2007 übernahm sie 2008 die Rolle der „Anne“ im Film Tiramisu und spielte daraufhin in einer Folge der Serie Keyzer & de Boer advocaten mit.
In dem 2008 gedrehten Kinofilm Mein Kriegswinter, übernahm sie die Rolle der „Lia“. Der Film ist auch unter dem englischen Titel Winter in Wartime bekannt und wurde 2009 unter anderem für den Filmpreis Satellite Award nominiert.
Sie übernahm ebenfalls 2008 in elf Folgen der Serie De co-assistent die Rolle als „Geertje de Graaff“ und spielte 2009 in drei weiteren Fernsehfilmen mit. 2009 drehte sie die Mini-Serie Annie MG und hatte 2010 Gastauftritte in den Serien Flikken Maastricht und S1ngle.

## Filmografie (Auswahl)

### Filme
- 1989: Uw mening graag
- 1990: Wij houden zo van Julio
- 1990: Kracht
- 1996: De nieuwe moeder
- 1998: Een echte hond
- 1999: Krümelchen (Kruimeltje)
- 2001: Drei Furien & ein warmer Bruder (Zus & zo)
- 2001: Familie
- 2003: Weiter als der Mond (Verder dan de maan)
- 2005: Winky will ein Pferd (Het paard van Sinterklaas)
- 2006: Tussen 2 huizen
- 2006: Afblijven
- 2007: Wo ist Winkys Pferd? (Waar is het paard van Sinterklaas?)
- 2007: Alles is liefde
- 2008: Tiramisu
- 2008: Mein Kriegswinter (Oorlogswinter)
- 2009: Alles stroomt
- 2011: Kasteel Amerongen
- 2019: Wat is dan Liefde
- 2022: Moloch

### Fernsehfilme/-serien
- 1989: Prettig geregeld (1 Episode)
- 1991: Späte Einsichten (Bij nader inzien) (TV-Mini-Serie)
- 1996: Tijd van leven (TV-Serie)
- 1996: Nosmo King (1 Episode)
- 1998: Zebra (1 Episode)
- 1998: Over de liefde (1 Episode)
- 1999: Man, vrouw, hondje (TV-Film)
- 2000: Goede daden bij daglicht: Hond (TV-Film)
- 2002: Russen (1 Episode)
- 2003: Baantjer (1 Episode)
- 2004: Missie Warmoesstraat (1 Episode)
- 2006: Van Speijk (1 Episode)
- 2007: De avondboot (TV-Film)
- 2007: Feine Freundinnen (Gooische vrouwen) (1 Episode)
- 2008: Keyzer & de Boer advocaten (1 Episode)
- 2008: De co-assistent (11 Episoden)
- 2009: Coach (TV-Film)
- 2009: Maite was hier (TV-Film)
- 2009: Annie MG (TV Mini-Serie)
- 2010: Flikken Maastricht (1 Episode)
- 2010: S1ngle (1 Episode)